# Ximena Romo
Ximena Romo (Mexikóváros, Mexikó, 1990. április 14. –) mexikói színésznő, producer.

## Élete és pályafutása
1990. április 14-én született Mexikóvárosban.
Az Argos színészképzőjében, a Casa Azulban tanult. 2008-ban a Voy a explotar című filmben debütált. 2010-ben szerepet kapott a Soy tu fan című sorozatban. 2014-ben Norát alakította az El Color de la Pasión című telenovellában.

## Filmográfia

### Film
| Év   | Eredeti Cím         | Cím | Szerep |
| ---- | ------------------- | --- | ------ |
| 2008 | Voy a explotar      |     | Lucia  |
| 2009 | Oveja negra         |     | María  |
| 2010 | Amaneceres oxidados |     | Andrea |
| 2013 | Ficción             |     |        |

### Televízió
| Év   | Eredeti Cím           | Cím                     | Szerep                                     |
| ---- | --------------------- | ----------------------- | ------------------------------------------ |
| 2010 | Soy tu fan            |                         | Mila                                       |
| 2013 | Alguien Más           |                         |                                            |
| 2014 | Dos Lunas             |                         | Soledad                                    |
| 2014 | El Color de la Pasión | A szenvedély száz színe | Nora Gaxiola Murillo / Nora Suárez Murillo |
| 2016 | Yago                  |                         | Ámbar Madrigal                             |
| 2023 | Los Artistas          | Szélhámosok             | Cata                                       |

### Producerként
- El retrete de Elena (2010)